# 하야부사 (영화)
《하야부사/HAYABUSA》(はやぶさ/HAYABUSA)는 20세기 폭스 영화 제작·배급의 일본 영화. 2011년 10월 1일에 일본에서 개봉했다. 감독은 츠츠미 유키히코. 주연은 타케우치 유코.
일본의 소행성 탐사기 〈하야부사〉의 프로젝트와 거기에 참가한 사람들을 그린다.
캐치프레이즈는 〈그런데도 너는, 돌아왔다.〉 〈포기하지 않는 용기를 준 것은, 너--.〉

## 개요
2011년부터 2012년 봄에 걸쳐, 소행성 탐사기 〈하야부사〉의 귀환을 받아 기획·제작된 영화가 연달아 개봉되지만, 당영화는 그 중 실사의 제1탄이 되는 작품이다. 〈하야부사〉를 소재로 한 영화는 그 밖에 《하야부사 아득한 귀환》, 《웰컴 홈, 하야부사》가 제작되고 있어 영화 대기업 3사 경작으로써 주목을 끌었다.
2011년 7월 27일에는 〈사상최초의 우주 시사회〉라고 하는 사전 선전 전에, 국제 우주 정거장에 체제중인 우주비행사인 후루카와 사토시를 최초의 관객으로서 위성 회선을 사용해 본작의 시사회를 실시한다고 하는 화제를 보였다. 동년 10월 1일 일본 개봉과 동시에, 2012년 3월에 미국 주요 10도시에서 개봉 예정인 것이 발표되었다.
일본에서는 전국 303 스크린으로 공개되어 2011년 10월 1-2일의 첫날 3일간으로 흥행 수입 1억 280만 2,800엔, 동원 9만 5,351명이 되어 영화 관객 동원 랭킹(흥행 통신사 조사)으로 첫등장 제5위가 되었다. 피아 영화 생활에 의한 10월 1일 개봉의 〈영화·만족도 랭킹〉에서는 1위가 되어, 그 후 〈입소문 만족도 랭킹(상영중 작품)〉에서도 1위를 획득하였다(2011년 10월 18일 현재).
헤이세이 23년도 문부과학성 선정 일반 극영화(청년용·성인용).

## 출연
- 타케우치 유코
- 니시다 토시유키
- 다카시마 마사히로
- 사노 시로

등

## 스탭
- 감독: 츠츠미 유키히코
- 각본: 시라사키 히로시
이노우에 키요시
- 음악: 하세베 토오루
- 배급: 20세기 폭스

등